# Kotoura
Kotoura (琴浦町?) è una cittadina giapponese della prefettura di Tottori.